# Conseil cantonal de Zoug
Législature 2022-2026
Le Conseil cantonal de Zoug (en allemand : Kantonsrat Zug) est le parlement du canton de Zoug. 

## Histoire
Le 27 septembre 2001, un homme se met à tirer dans le parlement cantonal de Zoug, alors réuni en session. L’auteur de l’attentat tue quatorze personnes en en blesse 18 autres. Il déclenche ensuite une bombe artisanale avant de se suicider. L’homme avait pénétré dans le bâtiment du parlement de Zoug dans un uniforme de police qu’il avait lui-même confectionné, sans être inquiété aux contrôles de sécurité.

## Composition
Le Conseil cantonal exerce le pouvoir législatif. Il est composé de 80 membres.

Composition 2018-2022